# 고바야시 간
고바야시 간(일본어: 小林 幹, 1999년 4월 27일~)는 일본의 축구 선수이다.

## 구단 경력
그는 J1리그의 FC 도쿄에 입단했다. 2017년 J3리그의 FC 도쿄 U-23에서 뛰었다. 2018년부터 2021년까지 쓰쿠바 대학에서 활동하였다. 2022년 알비렉스 니가타 싱가포르에 입단했다. 2023년 J1리그의 영 라이온즈 FC로 이적했다.